# Opel 10/45 PS e 10/40 PS
La 10/45 PS e la 10/40 PS erano due autovetture di fascia alta prodotte dalla Casa automobilistica tedesca Opel dal 1925 al 1929.

## Profilo e storia
Tolta di produzione la 10/30 PS seconda e ultima esponente della famiglia delle 30PS prodotte durante la prima metà degli anni '30, la Casa di Rüsselsheim lanciò la nuova evoluzione di quel modello, destinata a rappresentare la fascia intorno ai due litri e mezzo per la seconda metà del decennio.

### La 10/45 PS
Tale modello fu la 10/45 PS, una vettura nuova, che utilizzava un telaio dal passo più corto, per l'esattezza 3,01 m (ma che poteva essere anche richiesto con un interasse di 3,25 m). La 10/45 PS era disponibile con alcune interessanti varianti di carrozzeria: torpedo a 6 posti, limousine a 4 porte, coupé de ville e una inedita versione familiare, denominata pullman-limousine.

La trasmissione comprendeva una frizione a dischi multipli, un cambio a 3 marce e un differenziale con dentatura a spirale.

L'avantreno era a balestre semiellittiche, mentre il retrotreno era a quarto di balestre. L'impianto frenante prevedeva invece freni a tamburo sulle quattro ruote.

Il motore era un 4 cilindri in linea da 2613 cm³ a testata separabile. Tale propulsore, a valvole laterali, erogava una potenza massima di 45 CV a 2800 giri/min e una coppia massima di 100 N·m a 2600 giri/min.

La velocità massima era di 85 km/h, non eccezionale, ma all'incirca allineata alla media dell'epoca. 

La 10/45 PS fu prodotta fino al 1927.

### La 10/40 PS

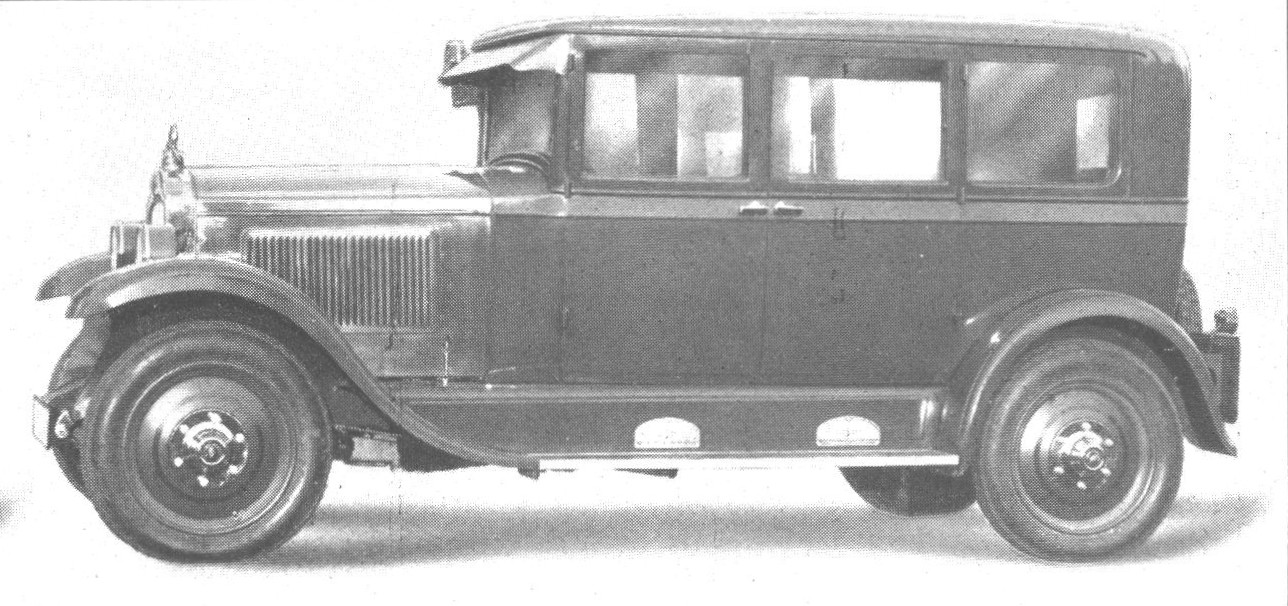
Opel 10/40 PS Limousine

La sostituta della 10/45 PS fu la 10/40 PS, praticamente una versione leggermente depotenziata del modello precedente: il motore, lo stesso 2.6 litri della 10/45 PS, subì leggerissimi ritocchi volti a portarne la potenza a 40 CV, anche se alcune fonti rivelano che in alcuni esemplari la potenza massima appariva invariata. Perciò ufficialmente si dichiarava che la potenza massima era compresa tra i 40 e i 45 CV. Tale diminuzione di potenza fu decisa in occasione del lancio della 12/50 PS, che montava un motore da 3.1 litri e da 50 CV, e che in parte poteva essere vista come altra evoluzione della 10/45 PS. La 10/40 PS fu depotenziata per non stare troppo vicina al nuovo modello dal punto di vista delle prestazioni. La meccanica e le prestazioni ricalcavano comunque quasi del tutto il modello precedente. 

La 10/40 PS fu prodotta fino al 1929.